# Битва при Везувии (552)
Битва при Везувии или битва на «Молочной горе» (ит. Battaglia dei Monti Lattari) — последняя битва Готских войн, состоявшаяся в октябре 552 года.

## Предыстория
После битвы при Тагине, в которой погиб Тотила, византийский полководец Нарсес захватил Рим и осадил Кумы, где хранились сокровища остготов. Тейя, последний король остготов, собрал остатки остготской армии и отправился в Кампанию, чтобы снять осаду. Он сумел окольным путем ускользнуть от императорских войск. Расположившись лагерем около Везувия и города Нуцерия Альфатерна, две армии оставались в непосредственной близости друг от друга более двух месяцев, однако не сталкивались, поскольку их разделяла река Драконте. Остготы построили баллисты и поражали противника сверху, а также перестреливались лучниками. Ситуацию изменил перехват имперцами остготской флотилии, которая по реке снабжала их армию. Это заставило остготов отступить в горы Латтари (Молочные горы), где, как они надеялись, неприступность этого места защитит их от врага. Однако Нарсес организовал блокаду этого места. Вскоре остготы поняли свою ошибку, оказавшись без еды для себя и своих лошадей. 

## Ход сражения
Голод заставил остготов вступить в отчаянный бой, спустившись с гор и напав на ромеев. По словам Прокопия, ограниченное пространство не позволяло императорским войскам использовать свое численное превосходство. Три дня готы сражались с ромеями. В частности, по словам Прокопия, сам Тейя выделялся своей храбростью, отбиваясь от постоянных нападений имперцев, которые считали, что как только король будет убит, остготы сдадутся. После его гибели оставшиеся готы сражались до тех пор, пока Нарсес не гарантировал им возвращение на их собственную землю, если они дадут обещание стать верными подданными императора.

## Результаты
Часть уцелевших остготов отправилась в Павию, другие разбрелись по Италии. Алагерн долго защищал Кумы, где находилась королевская казна. Остготы думали при помощи франков и алеманнов вернуть Италию, но были разбиты Нарсесом на берегу Вольтурны, у Казилина (554). Остготское королевство пало после двадцатилетней борьбы. После этого сражения остготская государственность прекратила своё существование, а Италия стала частью Византийской империи.